# كلير أيشنر
كلير أيشنر (بالإنجليزية: Clare Eichner)‏ هي منافسة ألعاب القوى أمريكية، ولدت في 7 ديسمبر 1969.

## وصلات خارجية
- كلير أيشنر على موقع الاتحاد الدولي لألعاب القوى (الإنجليزية)